# Пітер Мейл
Пітер Мейл ([meɪl], як «mail»; 14 червня 1939 — 18 січня 2018) — британський бізнесмен, який став письменником і переїхав до Франції у 1980-х роках. Він написав серію бестселерів про своє життя там, починаючи з «Рік у Провансі» (1989).